# غاري فيشر
غاري فيشر (بالإنجليزية: Gary Fisher)‏ (6 يونيو 1992 باسكتلندا في المملكة المتحدة - ) هو لاعب كرة قدم بريطاني في مركز الوسط. لعب مع نادي كيلمارنوك وهاميلتون أكاديميكال ونادي إيست فيف ونادي كاودينبيث لكرة القدم ونادي ألبيون روفرز.

## وصلات خارجية
- غاري فيشر على موقع قاعدة بيانات كرة القدم.إي يو (الإنجليزية)